# فاتسیا (رده)
فاتسیا (نام علمی: Fatsia) نام یک سرده از تیره عشقه‌ایان است.

## نگارخانه

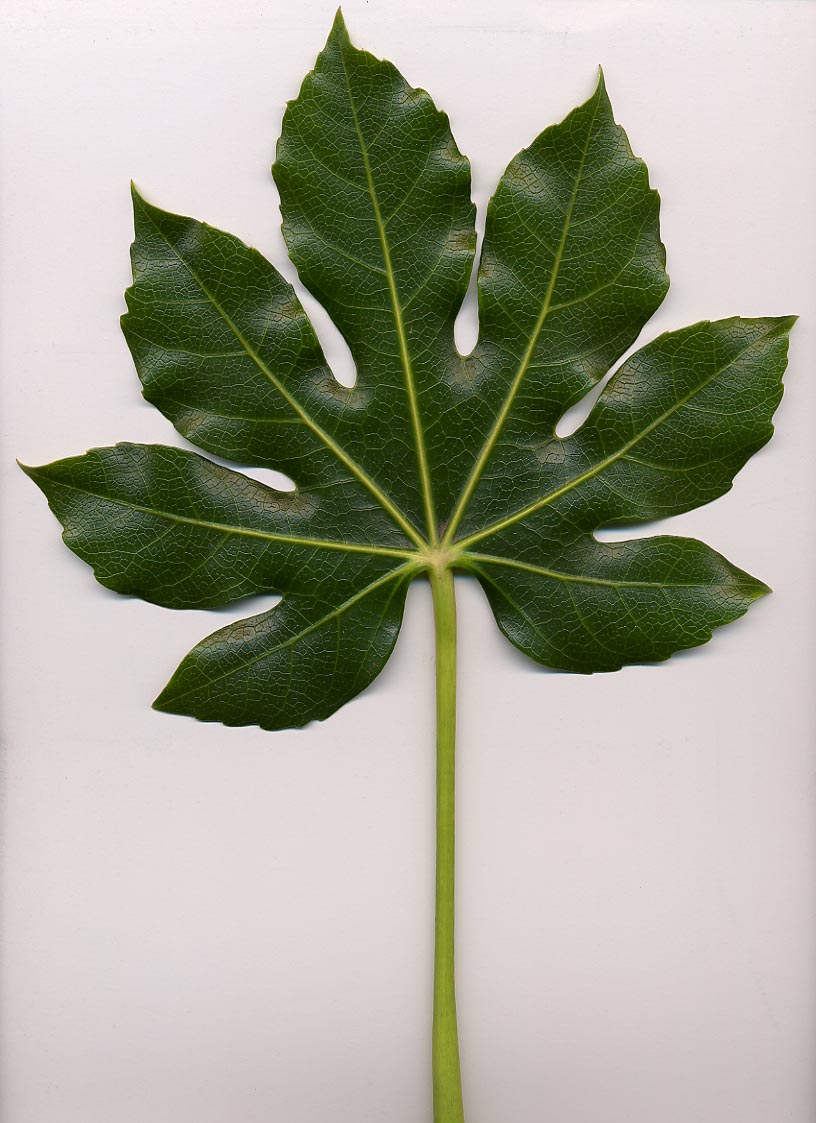
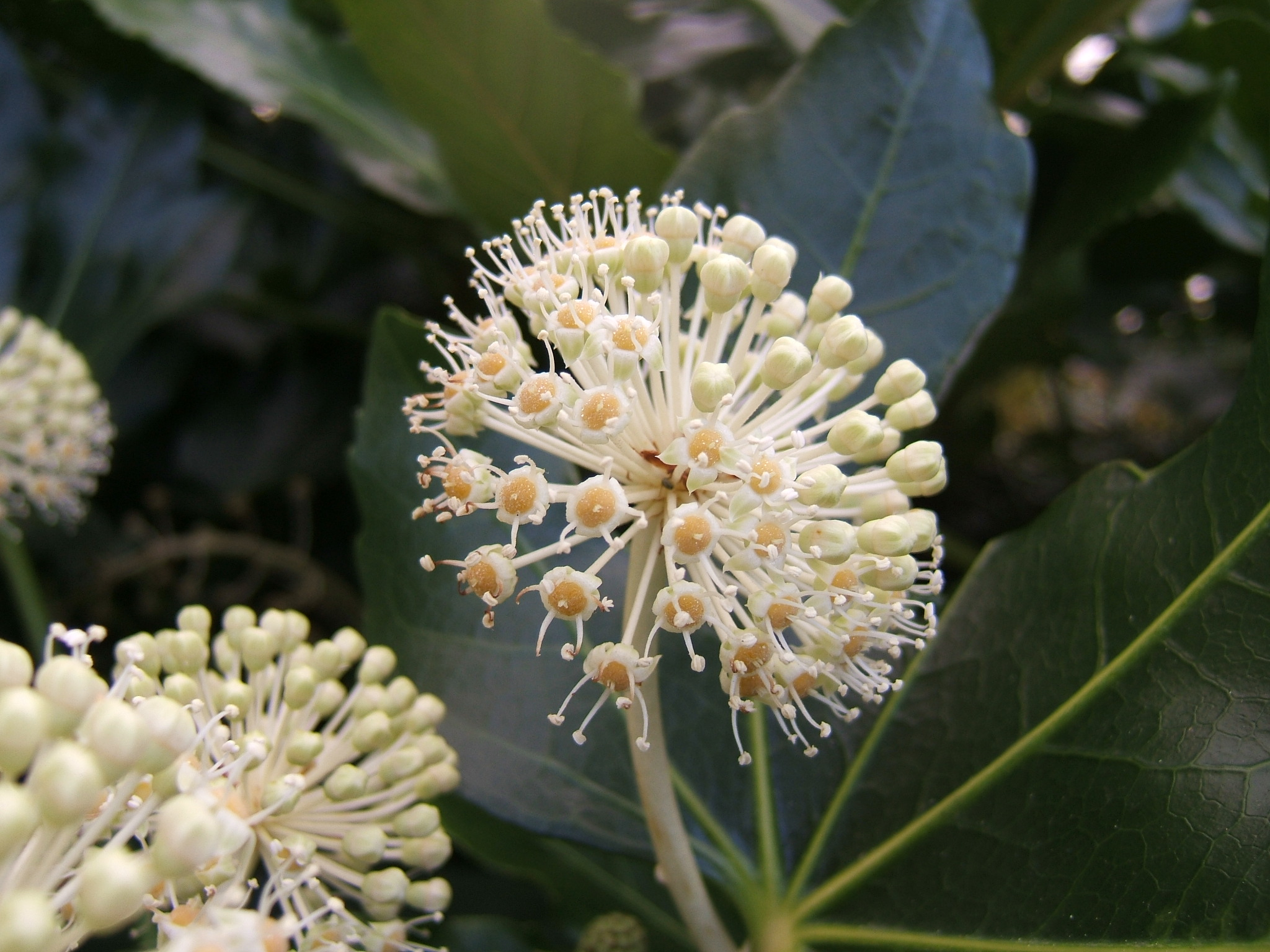
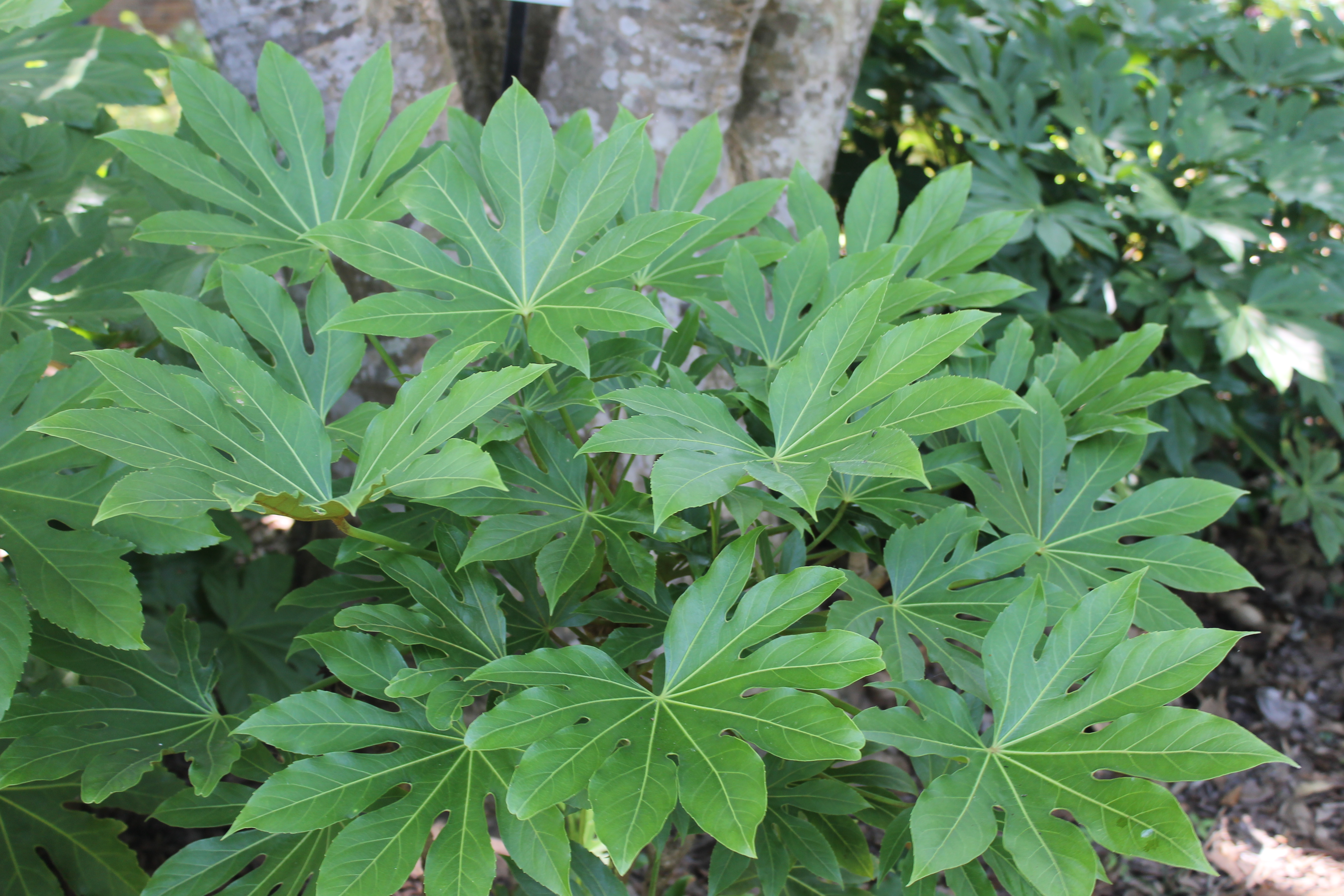